# بستنی رو با نون بده
«بستنی رو با نون بده» ترانه‌ای از هنرمند اهل ترینیداد و توباگو نیکی میناژ است. این ترانه در آلبوم جمعه صورتی: نسخه جدید رومن قرار داشت.